# Metacrilato de propila
Metacrilato de propila, mais propriamente metacrilato de n-propila ou metacrilato de 1-propila, abreviado PMA, é o composto químico, éster, de [fórmula química|fórmula]] C7H12O2, massa molecular 128,17. Apresenta ponto de ebulição de 140-141°C e densidade 0,9 g/cm3. É classificado com o número CAS 2210-28-8. É um composto quimicamente estável, mas pode polimerizar-se. É inflamável e reage com agentes oxidantes fortes.  É estabilizado com o acréscimo de 100 ppm de 4-metoxifenol MEHQ.
Produz os polímeros conhecicos como polimetacrilato de propila, PPMA.